# Marina Lizorkina
Marina Sergeevna Lizorkina (in russo Марина Сергеевна Лизоркина?; Mosca, 9 giugno 1983) è una cantante e pittrice russa.
Ha fatto parte del gruppo pop femminile Serebro dal 2007 al 2009, anno in cui è stata sostituita da Anastasija Karpova.

## Biografia
Nata a Mosca, all'età di 3 anni si trasferisce con la famiglia a Sudak (Crimea) dove studia alla scuola di musica dai 6 ai 10 anni. Successivamente la famiglia ritorna a Mosca e Marina si diploma in pianoforte per poi iscriversi al dipartimento di canto pop-jazz dell'Istituto di Arte Contemporanea e Design (ИСИ) della città, dove impara anche a dipingere.
In ambito musicale ha scritto canzoni e registrato cori per alcuni artisti pop russi dal 1999 al 2004, soprattutto per la cantante Inna Malikova ed è poi diventata la frontman del gruppo musicale Formula. Nel 2006 risponde ad una inserzione on line di Maksim Fadeev che cercava un terzo componente per il gruppo musicale Serebro, Marina esordisce con il gruppo all'Eurovision Song Contest 2007.
Nel 2009 lascia le Serebro per dedicarsi a tempo pieno alla pittura.